# Vadnyugati fejvadász
A Vadnyugati fejvadász (eredeti cím: The Adventures of Brisco County, Jr.) egy 1993-ban bemutatott amerikai westernfilmsorozat. A műsor alkotói Jeffrey Boam és Carlton Cuse, a történet pedig egy a vadnyugatot járó fejvadászról szól. A főbb szereplők közt megtalálható Bruce Campbell, Julius Carry és Christian Clemenson.
A sorozatot az Amerikai Egyesült Államokban a Fox adta 1993. augusztus 27. és 1994. május 20. között. Magyarországon először a TV3 mutatta be 1999. január 24-én, később az RTL Klub is bemutatta 2004. november 21-én és 2007. január 28-án.

## Cselekmény
A történet 1893-ban játszódik, az amerikai vadnyugat fikcionalizált változatában. A nyugat pénzügyi és ipari érdekeit rablóbárók irányítják, akik a San Franciscó-i Westerfield Clubban tömörültek össze. Brisco County, Sr., a legendás amerikai marshall ezen a környéken végzi munkáját, és épp egy rettegett bűnözőt, John Bly-t és bandáját szállítja az igazságszolgáltatás elé, azonban Bly végez vele és csapatával megszökik. 
A Westerfield Club a marshall fiát, a fejvadászként dolgozó Brisco County, Jr.-t  bérlik fel Bly elkapásárra, akinek megfigyelésével és anyagi támogatásával a klub gyáva ügyvédjét, Socrates Poole-t bízzák meg. Brisco egy rivális fejvadásszal, Lord Bowlerrel versenyt futva próbálja elkapni apja gyilkosát, miközben Bly pedig egy kínai bányamunkások által megtalált aranygömbre vadászik, ami tulajdonosát különleges képességekkel ruházza fel.

## Szereplők
| Szereplő                   | Színész             | Magyar hang        |
| -------------------------- | ------------------- | ------------------ |
| Brisco County Jr.          | Bruce Campbell      | Rékasi Károly      |
| Lord Bowler                | Julius Carry        | Ifj. Jászai László |
| Socrates Poole             | Christian Clemenson | Csonka András      |
| Albert Wickwire professzor | John Astin          |                    |
| John Bly                   | Billy Drago         |                    |
| Cartwright                 | James Greene        |                    |
| Whip Morgan                | Jeff Phillips       |                    |

## Epizódok
| Sor. | Év. | Cím                                                | Rendező               | Író                                             | Premier                                                                   | Nézettség | Gyártási szám |
| ---- | --- | -------------------------------------------------- | --------------------- | ----------------------------------------------- | ------------------------------------------------------------------------- | --------- | ------------- |
| 1.   | 1.  | Ki- és leszámolás (Pilot)                          | Bryan Spicer          | David Simkins, Jeffrey Boam, Carlton Cuse       | 1993. augusztus 27. 1999. január 24. (TV3) 2004. november 21. (RTL Klub)  | 10,4      | 455950        |
| 2.   | 2.  | A tudós (The Orb Scholar)                          | Andy Tennant          | Carlton Cuse                                    | 1993. szeptember 3. 1999. január 30. (TV3) 2004. november 28. (RTL Klub)  | 8,4       | 455953        |
| 3.   | 3.  | Senki földje (No Man's Land)                       | Kim Manners           | Tom Chehak                                      | 1993. szeptember 10. 1999. január 31. (TV3) 2004. december 5. (RTL Klub)  | 9,3       | 455954        |
| 4.   | 4.  | Brisco Jaliscóban (Brisco in Jalisco)              | James A. Contner      | Jeffrey Boam, Carlton Cuse                      | 1993. szeptember 17. 1999. február 6. (TV3) 2004. december 12. (RTL Klub) | 8,4       | 455956        |
| 5.   | 5.  | Socratés huga (Socrates' Sister)                   | Greg Beeman           | Chris Ruppenthal                                | 1993. szeptember 24. 1999. február 7. (TV3) 2004. december 19. (RTL Klub) | 10,9      | 455952        |
| 6.   | 6.  | A nagy átverés (Riverboat)                         | Fred Gerber           | John Warren                                     | 1993. október 1. 1999. február 13. (TV3) 2005. január 9. (RTL Klub)       | 7,5       | 455955        |
| 7.   | 7.  | Kalózok (Pirates!)                                 | Daniel Attias         | Richard Outten                                  | 1993. október 8. 1999. február 14. (TV3) 2005. január 16. (RTL Klub)      | 8,9       | 455957        |
| 8.   | 8.  | Harci szellem (Senior Spirit)                      | Michael Lange         | John McNamara                                   | 1993. október 15. 1999. február 20. (TV3) 2005. január 23. (RTL Klub)     | 9,0       | 455958        |
| 9.   | 9.  | Brisco, a védőügyvéd (Brisco for the Defense)      | Andy Tennant          | John McNamara, David Simkins                    | 1993. október 22. 1999. február 21. (TV3) 2005. január 30. (RTL Klub)     | 8,2       | 455959        |
| 10.  | 10. | Leszámolás (Showdown)                              | Kim Manners           | David Simkins                                   | 1993. október 29. 1999. február 27. (TV3) 2005. február 6. (RTL Klub)     | 9,2       | 455960        |
| 11.  | 11. | Dixie szíve mélyén (Deep in the Heart of Dixie)    | Joe Napolitano        | Brad Kern, John Wirth                           | 1993. november 5. 1999. február 28. (TV3) 2005. február 13. (RTL Klub)    | 9,4       | 455961        |
| 12.  | 12. | Crystal Hawks (Crystal Hawks)                      | Win Phelps            | Carlton Cuse, John McNamara                     | 1993. november 12. 1999. március 6. (TV3) 2005. február 20. (RTL Klub)    | 9,9       | 455962        |
| 13.  | 13. | Acélparipák (Steel Horses)                         | Kim Manners           | Tom Chehak                                      | 1993. november 19. 1999. március 7. (TV3) 2005. február 27. (RTL Klub)    | 8,9       | 455963        |
| 14.  | 14. | Postán rendelt menyasszony (Mail Order Brides)     | Michael Shultz        | Tom Chehak, David Simkins, John Wirth           | 1993. december 10. 1999. március 13. (TV3) 2005. december 18. (RTL Klub)  | 9,5       | 455964        |
| 15.  | 15. | Alias Kansas (A.K.A. Kansas)                       | Rob Bowman            | Carlton Cuse, Brad Kern, John McNamara          | 1993. december 17. 1999. március 14. (TV3) 2006. január 8. (RTL Klub)     | 8,6       | 455965        |
| 16.  | 16. | Fejvadász konferencia (Bounty Hunters' Convention) | Kim Manners           | James L. Novack                                 | 1994. január 7. 2006. január 8. (RTL Klub)                                | 9,0       | 455966        |
| 17.  | 17. | Az ifjúság vize (Fountain of Youth)                | Michael Caffey        | Kathryn Baker                                   | 1994. január 14. 1999. március 20. (TV3) 2006. január 15. (RTL Klub)      | 8,6       | 455967        |
| 18.  | 18. | Hard Rock (Hard Rock)                              | Joseph L. Scanlan     | John McNamara                                   | 1994. február 4. 1999. március 21. (TV3) 2006. január 15. (RTL Klub)      | 10,1      | 455969        |
| 19.  | 19. | Brooklyni csirkefogók (Brooklyn Dodgers)           | Kim Manners           | Donald Marcus                                   | 1994. február 11. 1999. március 27. (TV3) 2006. január 22. (RTL Klub)     | 9,9       | 455968        |
| 20.  | 20. | Bye Bly (Bye Bly)                                  | Kim Manners           | Carlton Cuse                                    | 1994. február 18. 1999. március 28. (TV3) 2006. január 29. (RTL Klub)     |           | 455970        |
| 21.  | 21. | Ned Zed (Ned Zed)                                  | Bryan Spicer          | Jeffrey Boam                                    | 1994. március 11. 1999. április 3. (TV3) 2006. február 5. (RTL Klub)      | 7,7       | 455951        |
| 22.  | 22. | A postakocsi (Stagecoach)                          | Félix Enríquez Alcalá | Jeffrey Vlaming                                 | 1994. április 1. 1999. április 4. (TV3) 2006. február 12. (RTL Klub)      | 7,3       | 455971        |
| 23.  | 23. | Kártyaháború (Wild Card)                           | Larry Shaw            | Brad Kern, John Wirth                           | 1994. április 8. 1999. április 10. (TV3) 2006. február 19. (RTL Klub)     | 8,5       | 455972        |
| 24.  | 24. | Baba áll a házhoz (And Baby Makes Three)           | Kevin S. Bright       | Tracy Friedman                                  | 1994. április 22. 1999. április 11. (TV3) 2006. február 26. (RTL Klub)    | 9,1       | 455973        |
| 25.  | 25. | Peches Betty (Bad Luck Betty)                      | Joseph L. Scanlan     | Tony Blake, Paul Jackson                        | 1994. április 29. 1999. április 17. (TV3) 2006. március 5. (RTL Klub)     | 8,9       | 455974        |
| 26.  | 26. | Hazaárulás, 1. rész (High Treason Part I)          | Kim Manners           | Tom Chehak, John Wirth, Carlton Cuse, Brad Kern | 1994. május 13. 1999. április 18. (TV3) 2006. március 12. (RTL Klub)      | 7,2       | 455975        |
| 27.  | 27. | Hazaárulás, 2. rész (High Treason Part II)         | Joseph L. Scanlan     | Carlton Cuse, Brad Kern, Tom Chehak, John Wirth | 1994. május 20. 1999. április 24. (TV3) 2006. március 26. (RTL Klub)      | 7,2       | 455976        |